# سی. سی. کچ
کارولین کاترین مولر (به انگلیسی: Caroline Catherine Müller) که بیشتر با نام هنری سی. سی. کَچ (به انگلیسی: C. C. Catch) شناخته می‌شود خواننده پاپ آلمانی زادهٔ هلند است. او همچنین به‌خاطر همکاری‌هایش با دیتر بولن (ترانه‌سرا و آهنگساز گروه مدرن تاکینگ) شناخته شده‌است.

## اوایل زندگی
کارولین کاترین مولر در هلند به دنیا آمد. پدرش اهل آلمان و مادرش از اهالی هلند بود که در اواخر دههٔ ۷۰ میلادی با خانواده‌اش به آلمان مهاجرت کرده بودند. والدین کارولین از همان سن کودکی وقتی متوجه استعداد او شدند، اورا حمایت کردند و مشوق او بودند تا به یک خوانندهٔ مشهور تبدیل شود. در این میان نقش پدرش پر رنگ‌تر بود که حامی جدی او بود و بعداً به عنوان مدیر برنامه و مدیر تور نقش مهمی در حرفهٔ خوانندگی سی سی کچ داشت.
کارولین از همان سنین کودکی در مسابقه‌های استعدادیابی شرکت می‌کرد و عضو یک گروه ۴ نفرهٔ دخترانهٔ آلمانی به اسم "Optimal" بود. دیگر اعضای آن گروه کلادیا استرزونبیچر، سیلویا فروتشلو سابینه لورنبوم بودند. آن‌ها در دوران فعالیتشان چهار تک‌آهنگ منتشر کردند. ترانه‌سرا و خوانندهٔ دو آهنگ «Kimi gasuki» ‏(۱۹۸۲) و «The goodbye» ‏(۱۹۸۴) خود کارولین بود اما دو آهنگ «Er war magnetisch» ‏(۱۹۸۳) و «optimal» ‏(۱۹۸۰) که به زبان آلمانی بودند توسط پیتر کنت سروده شدند و کارولین به همراه سایر اعضای گروه آن‌ها را اجرا کردند.
کارولین در اواخر سال ۱۹۸۴ از گروه اپتیمال جدا شد و پس از مدتی گروه اپتیمال منحل شد. پس از آن سیلویا به گروه «سیکرت استار» پیوست و کلادیا و سابینه یک گروه به‌نام «بک وکال» تشکیل دادند.

## حرفهٔ موسیقی

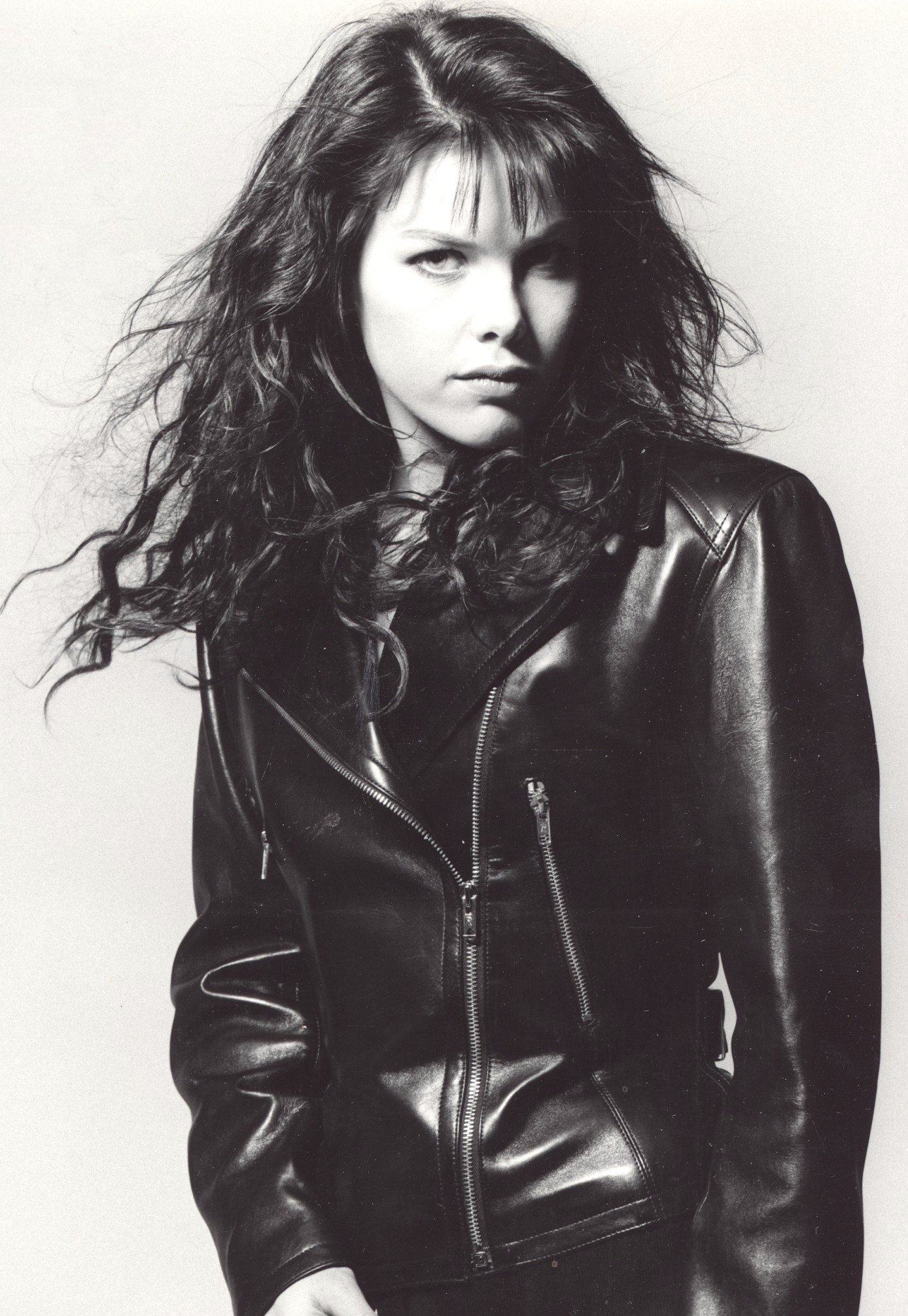
سی.سی. کچ در سال ۱۹۸۶

کارولین کاترین مولر اولین بار در اواسط دههٔ ۱۹۸۰ توسط دیتر بولن شاعر و خواننده گروه مدرن تاکینگ کشف شد. استعداد او در خوانندگی مورد توجه بولِن قرار گرفت و از کارولین دعوت کرد برای تست خوانندگی به استودیوی شخصی‌اش برود. مدتی بعد با معرفی بولِن، کارولین یک قرارداد با شرکت بی‌ام‌جی امضا کرد که این اتفاق، نقش مهمی در حرفهٔ خوانندگی او داشت. بولِن نام هنری سی.سی. کَچ را برای کارولین انتخاب کرد که دو حرف «C» از حروف اول اسمش (کارولین کاترین) آمده بود و پسوند "Catch" که به‌نظرش یک ایدهٔ خوب بود وبا .C.C جور درمی‌آمد.
سی.سی. کَچ در تابستان سال ۱۹۸۵ در روز تولدش، اولین ترانه‌اش با نام «امشب می‌تونم دلمو ببازم» را منتشر کرد که در چند کشور اروپایی از جمله آلمان و سوئیس جزو ۲۰ ترانهٔ اول چارت‌های موسیقی شد.
همکاری بولِن و سی.سی. کچ تا سال ۱۹۸۹ ادامه پیدا کرد و حاصل آن انتشار ۱۲ تک‌آهنگ و ۴ آلبوم بود. از میان این آثار، هشت تک‌آهنگ جزو ۲۰ قطعهٔ پرفروش جدول‌های موسیقی شدند و یکی از آلبوم‌ها هم در زمان انتشارش در فهرست ۱۰ آلبوم برتر قرار گرفت. در حالی‌که سی.سی. کچ تمایل داشت نقش بیشتری در آهنگ‌ها داشته باشد، بولِن با این خواستهٔ او مخالفت می‌کرد و در نتیجه در سال ۱۹۸۹ او به همکاری‌اش با بولِن و شرکت بی‌ام‌جی پایان داد.
مدتی بعد سی.سی. کچ زمانی که در برنامهٔ تلویزیونی مخصوص سال نوی یک شبکهٔ اسپانیایی حضور داشت، با سایمون ناپیر بل (مدیر قبلی گروه وام!) آشنا شد. در زمان کوتاهی بل به‌عنوان مدیر برنامهٔ جدید کَچ معرفی شد و برای او یک قرداد با شرکت مترونوم (زیرمجموعهٔ پلی‌گرام) امضا کرد. در ماه‌های پایانی سال ۱۹۸۹ آلبوم جدید سی.سی. کچ به‌نام گوش کن چی می‌گم با تهیه‌کنندگی اندی تیلور (از دورَن دورَن) و دیو کلایتون (که سابقهٔ همکاری با جرج مایکل و یوتو را داشت) روانهٔ بازار شد. این تنها آلبوم سی.سی. کچ بود که با لیبل مترونوم منتشر شد و آخرین آلبوم استودیویی او تا به امروز هم بوده‌است. از این آلبوم، یک تک‌آهنگ به‌نام «Big Time» منتشر شد که تا ردهٔ ۲۵اُم جدول‌های فروش صعود کرد.

## وقفه
پس از آلبوم گوش کن چی می‌گم، سی.سی. کچ به دلیل آنچه «مرخصی گرفتن از صنعت موسیقی» نامید، به همکاری‌اش با شرکت مترونوم خاتمه داد.
در این دوره او به پرورش روح و روان، تمرینات یوگا و نوعی از مدیتیشن پرداخت و همچنین نوشتن آهنگ‌های جدیدی را آغاز کرد.

## بازگشت
در سال ۱۹۹۸، سی.سی. کچ دوباره به آلمان بازگشت. او دو آهنگ «مگامیکس ۹۸» (که میکس آثار موفق او در دههٔ ۸۰ بود) و «امشب می‌تونم دلمو ببازم ۹۸» را منتشر کرد که برای این دو آهنگ موفق به دریافت «گواهی‌نامه فروش طلایی» شد.
در سال ۲۰۰۳ و با تهیه‌کنندگی ساویج، قطعهٔ «Shake Your Head 2003» را ضبط کرد. در سال ۲۰۱۱ یک تور موسیقی در اروپا برگزار کرد و همچنین در تور آمریکای گروه مدرن تاکینگ هم حضور داشت. در سال ۲۰۱۵ سی.سی. کچ تور موسیقی خودش در آمریکای شمالی را برگزار کرد و در ۲۰۱۷ آن اجراها را در چند کشور آمریکای جنوبی ادامه داد.